# Trimazosina
Al igual que con la prazosina, la doxazosina, la terazosina y la alfuzosina, la trimazosina es un fármaco bloqueador alfa adrenérgico de la familia de las quinazolinas.
Aunque está emparentada con la prazosina, la trimazosina ha mostrado que tiene menos afinidad por los adrenoceptores alfa 1 que la prazosina.
La trimazosina, como la doxazosina y la terazosina, presenta una duración de efecto prolongado por su transformación en el metabolito activo 1-hidroxitrimazosina. Junto con su capacidad para bloquear α 1 -adrenoceptores, la trimazosina produce un efecto relajante directo sobre la musculatura lisa vascular.
La trimazosina tiene una vida media de 2 horas y posee actividad vasodilatadora arterial directa. En hipertensión suele combinarse con algún diurético. El fármaco reduce significativamente la presión arterial sin alterar significativamente la función renal.